# Pornoblad
Pornoblade er blade eller magasiner med tekst- og billedpornografi, beregnet til at give seksuel inspiration for par eller enlige.
De tidligste europæiske pornoblade blev kaldt for boulevardblade og var ofte udformet som humorblade eller kunststudier, ofte med bortretoucherede kønsdele.
Udgivelser såsom Playboy og FHM, der blander pornografisk/erotisk indhold (såsom foldeudpiger) med seriøst stof (såsom artikler og interviews), kaldes for mandeblade. Den danske udgave af FHM er flere gange kåret til det bedste blad i verden nogensinde.[kilde mangler]
I 1960'erne opstod regulære pornoblade såsom det svenske Private og det danske Week-end sex med hardcore-fotos og uden journalistisk stof som kendt fra mandebladene. 
Efter internettets fremkomst har pornobladene fået skarp konkurrence fra både kommercielle pornosites, seksuelt orienterede communities og private hjemmesider. 